# Woking Football Club
Il Woking Football Club (abbreviato in WFC) è una squadra di calcio inglese semi professionista, militante in National League (stagione 2020/2021). 

## Storia
La società nasce nel 1889. Dopo aver militato in campionati regionali, il team rischia il fallimento a causa di problemi finanziari. Nel 1908, tuttavia, prendono parte alla prima fase eliminatoria della FA Cup, perdendola 5 a 0 contro il Bolton Wanderers. Nonostante la debacle, riescono a farsi notare sui giornali e a stringere un sodalizio con la squadra vincitrice. 
Hanno giocato per più di settant'anni nella Isthmian League, sfiorando la promozione solo nel 1957. L'anno seguente vincono il loro primo trofeo nazionale, la FA Amateur Cup.
Nella stagione 1990/1991 la squadra è riuscita a battere, nelle fasi eliminatorie della FA Cup, il West Bromwich Albion. Sono stati sconfitti, successivamente, dall'Everton (1-0, gol di Kevin Sheedy) nel quarto turno della competizione (miglior risultato di sempre nella storia del club).
Vincono 3 FA Trophy rispettivamente nel 1994, 1995 e 1997.
Negli anni Duemila, i Cardinals si alternano tra la National League e la National League South.

## Giocatori ed allenatori famosi
Il Woking annovera, fra le sue leggende, il difensore nigeriano Reuben Agboola (vincitore della Coppa d'Africa 1992), l'ex capitano del Grenoble, Nassim Akrour e il portiere Adriano Basso.
Fra gli allenatori, John McGovern, Brian McDermott e Frank Gray.

## Rivalità
Il derby più sentito è quello contro Aldershot Town F.C.. 
Ci sono anche forti contrasti con lo Stevenage Football Club e il Torquay United FC.

## Allenatori
- Fred Callaghan (1978-1980)
- John McGovern (1997-1998)
- Brian McDermott (1998-2000)
- Frank Gray (2007-2008)
- Kim Grant (2008)
- Michael Doyle (2023-2024)
- Neal Ardley (2024-)

## Palmarès

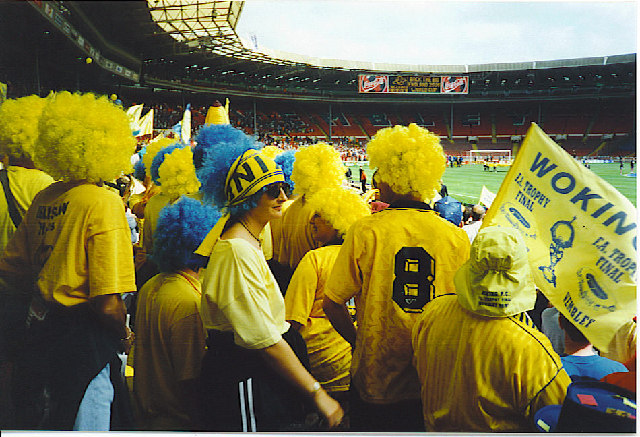
Finale FA Trophy, 1997

## Palmarès[4]

### Competizioni nazionali
- FA Amateur Cup: 1

1957-1958
- FA Trophy: 3

1993-1994, 1994-1995, 1996-1997
- National League South: 1

2011-2012
- Isthmian League: 1

1991-1992
- Conference League Cup: 1

2004-2005
- Isthmian Football League Cup: 1

1990-1991

### Competizioni regionali
- Surrey Senior Cup: 13

1912–1913, 1926–1927, 1955–1956, 1956–1957, 1971–1972, 1990–1991, 1993–1994, 1995–1996, 1999–2000, 2003–2004, 2011–2012, 2013–2014, 2016–2017

### Altri piazzamenti
- Football Conference:

Secondo posto: 1994-1995, 1995-1996
Terzo posto: 1993-1994, 1997-1998
- National League South:

Secondo posto: 2018-2019
- FA Trophy:

Finalista: 2005-2006
Semifinalista: 2020-2021, 2024-2025
- London Senior Cup:

Finalista: 1982-1983
- Conference League Cup:

Semifinalista: 2007-2008